# Bertrand Gille (handball)
Pour les articles homonymes, voir Bertrand Gille et Gille (homonymie).
Bertrand Gille, né le 24 mars 1978 à Valence, est un ancien joueur français de handball évoluant au poste de pivot. Il a un frère aîné, Guillaume, qui connaît le même parcours sportif, ainsi qu'un frère cadet Benjamin qui joue également au handball à Chambéry. Considéré comme l'un des meilleurs pivots au monde, il a été élu meilleur handballeur mondial de l'année en 2002. En équipe de France de 1997 à 2013, il est double champion olympique (2008 et 2012), double champion d'Europe (2006 et 2010) et « seulement » double champion du monde (2001 et 2011), ayant décidé de prendre une pause avec l'équipe de France lorsque celle-ci remporte le titre de 2009.
Le 30 avril 2023, il entre dans le Hall of Fame du handball français.

## Biographie

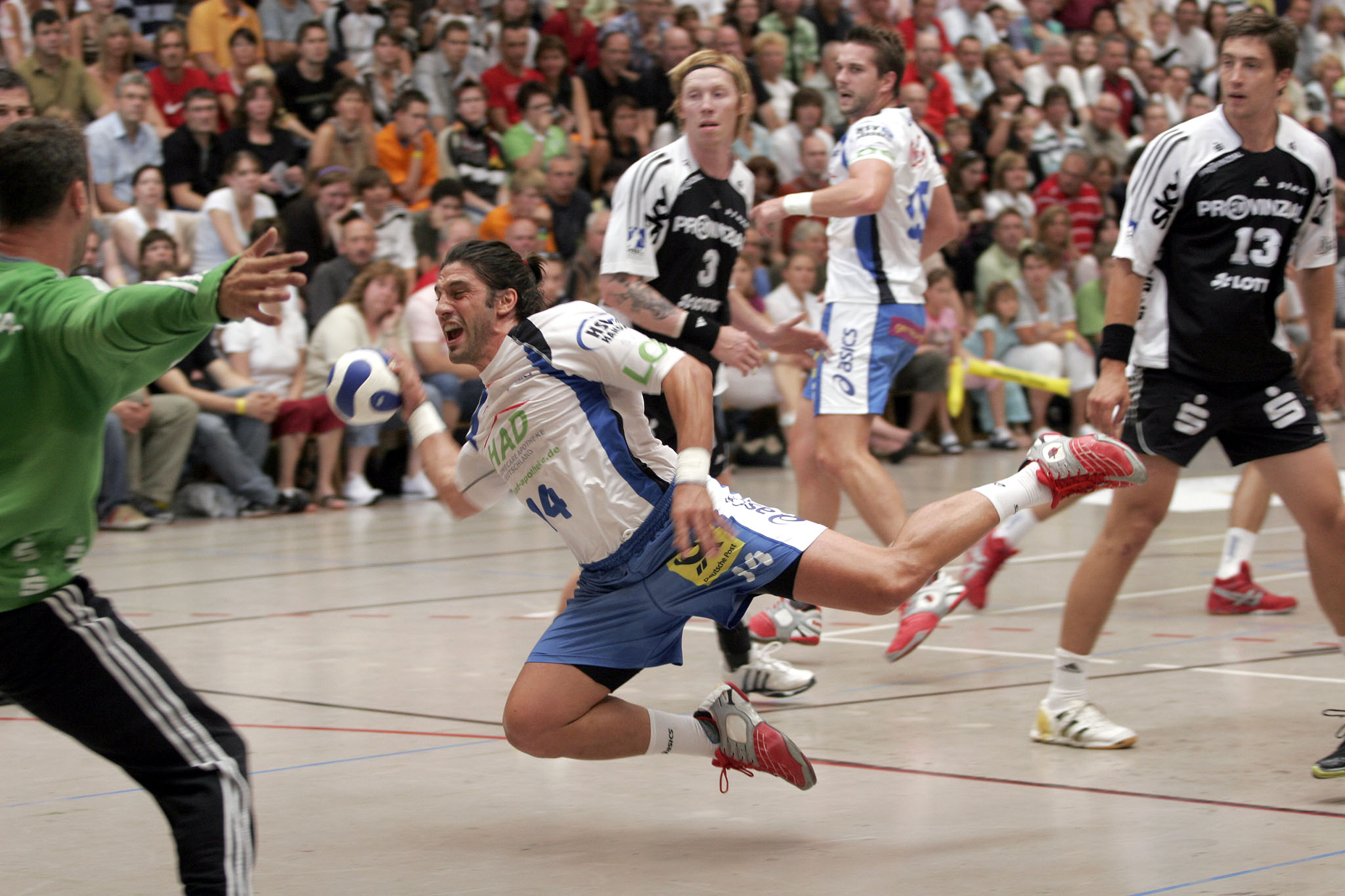
En 2007 avec l'équipe du HSV Hambourg.

Né le 24 mars 1978 à Valence, Bertrand Gille débarque au Stade olympique de Chambéry en 1996 en provenance du HBC Loriol. À l'issue de son cursus en Sport étude, "Bobo" présente des qualités physiques et tactiques exceptionnelles. Son entraîneur en Savoie, l'ancien Barjot et pivot emblématique Philippe Gardent, connu pour ses préparations physiques exténuantes, avouera même qu'il devait parfois le priver de passes tellement il sollicitait de ballons lors des entraînements spécifiques « arrière ».
Pendant de nombreuses années, la génération de Chambéry terminera deuxième du championnat de première division française, derrière l'intouchable Montpellier (1998, 1999, 2000 et 2002). 2001 restera comme une année de consécration pour Bertrand Gille puisqu'il remporte le championnat en ayant battu les Héraultais, devient Champion du monde avec la France dans le palais omnisports de Paris-Bercy et est sacré meilleur pivot de la compétition. Son explosion médiatique tient autant en ses performances sportives qu'en son image de handballeur sexy, et en la relation exceptionnelle qu'il entretient avec son frère Guillaume.
Après avoir gagné la première édition de la Coupe de la Ligue en 2002, Bertrand Gille choisit de partir à l'étranger et débarque au club allemand du HSV Hambourg en juillet. Il signe pour le championnat le plus exigeant et certainement le plus réputé en compagnie de Guillaume, son principal pourvoyeur de ballon et demi-centre de l'équipe de France. Les performances du club sont moyennes, en partie en raison des blessures qui s'accumulent : Bertrand voit son frère se rompre le tendon d'Achille en tout début de saison. Malgré tout, « Bobo » tire le club vers le haut : il est ainsi amené à jouer aux postes d'ailier, d'arrière gauche et parfois même d'arrière droit. Il devient meilleur buteur du club, coqueluche des supporteurs et est élu meilleur handballeur de l'année 2002,(en ayant porté le maillot de deux clubs, Chambéry et Hambourg). Une distinction que seulement deux Français n'ont reçue avant lui : le charismatique capitaine Jackson Richardson en 1995 et l'arrière-droit barjot Stéphane Stoecklin en 1997,.

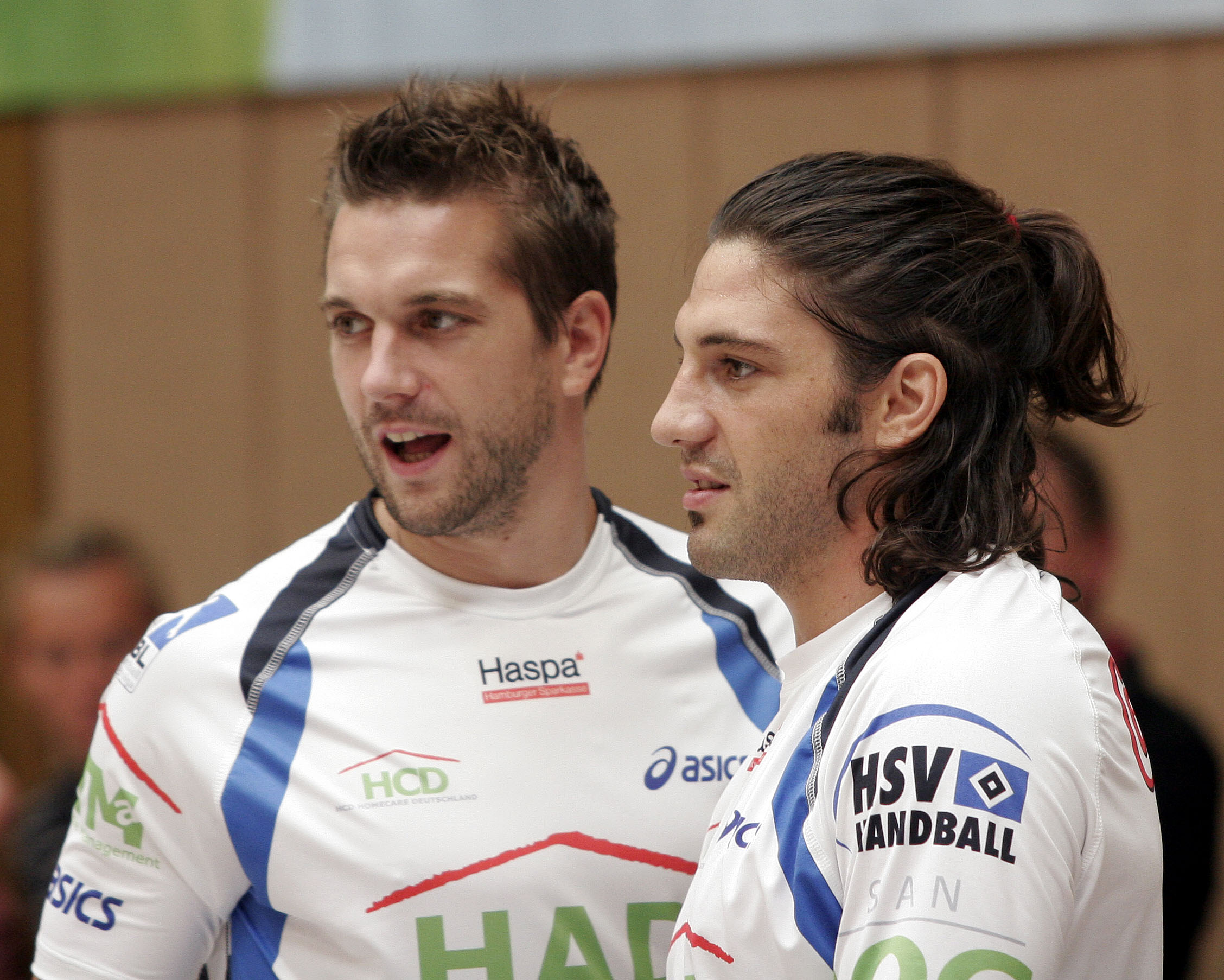
Bertrand avec son frère Guillaume, sous le maillot du HSV Hambourg en 2007.

Il participe aux Jeux olympiques de 2004 d'Athènes où la France récolte une modeste 5e place, mais, opéré à la cheville, ne joue pas le Mondial 2005 en Tunisie (médaille de bronze).
En 2006, Bertrand Gille, revenu sur les parquets quelques semaines avant le Championnat d'Europe, est titulaire avec les Bleus et remporte la compétition, considérée comme la plus exigeante et la plus difficile du monde. 6 matches en 8 jours contre les meilleures équipes mondiales, conclue tout d'abord par une demi-finale France/Croatie (championne olympique en titre) où la paire défensive Gille/Dinart muselle systématiquement Ivano Balić, le demi-centre alors sacré meilleur joueur du monde, puis par la finale contre l'Espagne, champions du monde en titre.
La saison 2006/2007 s'achève en trombe pour Bertrand avec ses trois premiers titres sous les couleurs hambourgeoises : la coupe d'Allemagne ainsi que la Supercoupe d'Allemagne et surtout un sacre européen avec la coupe des vainqueurs de coupe aux dépens du club espagnol d'Ademar León. En championnat, le club termine à une très bonne 2e place, derrière l'intouchable Kiel mené par un autre joueur français, Nikola Karabatic, qui sera élu meilleur handballeur du monde quelques mois plus tard. Cette année 2007 est aussi celle du championnat du monde, où l'équipe de France atteint les demi-finales après une nouvelle victoire en compétition officielle sur les Croates, mais perd le match contre la future championne du monde, l'Allemagne (évoluant alors à domicile) dans des circonstances jugées plus que suspectes du côté français, l'épisode le plus marquant étant le but injustement refusé à Michaël Guigou en toute fin de prolongation.
Pendant de nombreuses années, Bertrand Gille est considéré comme l'un des tout meilleurs pivots du monde, surtout depuis la retraite internationale de l'Allemand Christian Schwarzer. Ses performances, sa combativité et sa polyvalence, tant en attaque qu'en défense, font de lui un élément indispensable de l'équipe de France et l'un des tout meilleurs joueurs du monde.
Sacré champion olympique à Pékin en 2008, il est élu meilleur pivot du tournoi (36 buts inscrits).

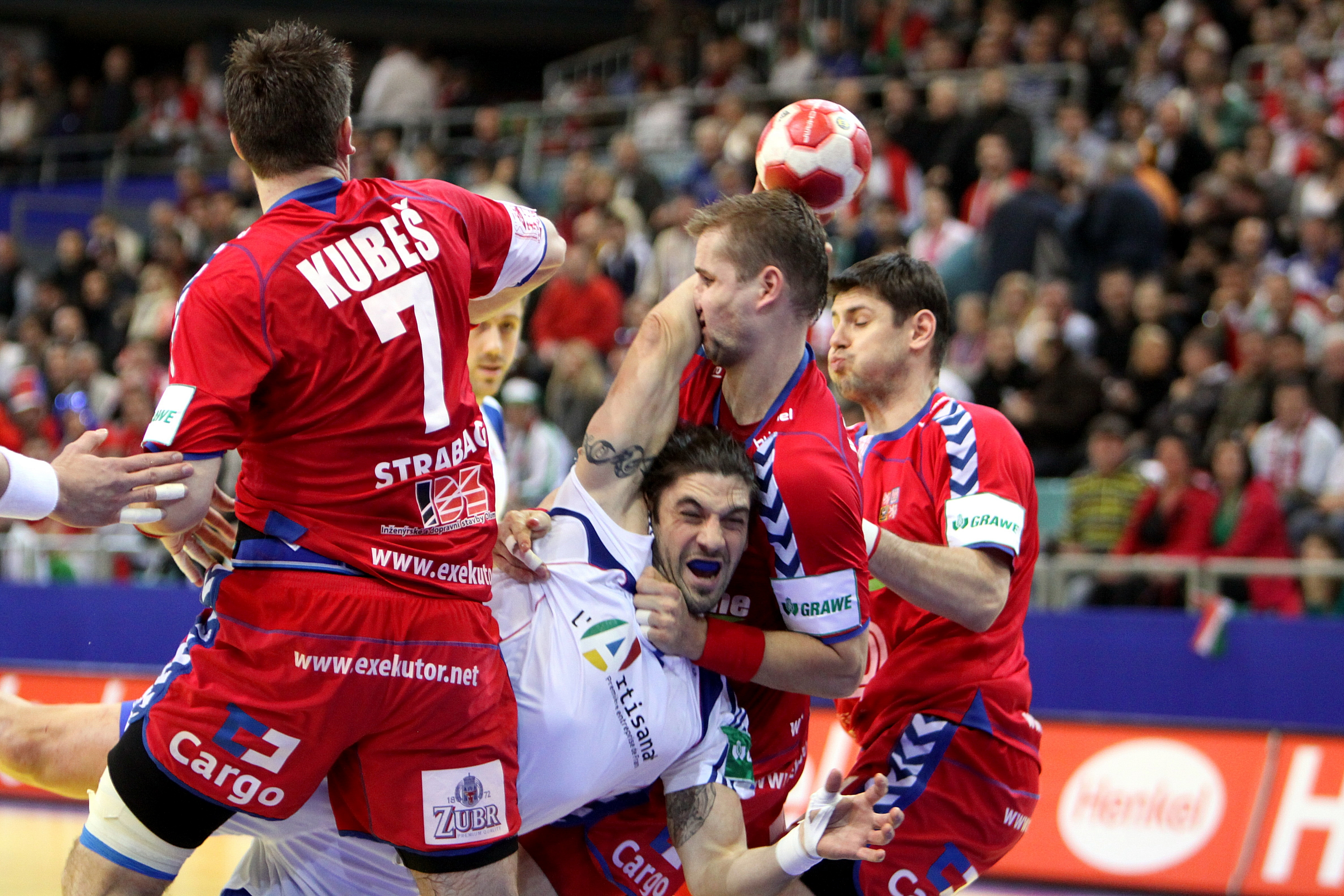
Bertrand Gille bloqué par 3 joueurs tchèques lors de l'Euro 2010.

Désirant prendre une pause, il ne participe pas au Championnat du monde 2009 en Croatie, remporté par la France pour réaliser un doublé rarissime JO - CM. Toutefois, il précise alors que ce n'est pas une retraite internationale. Lors de la préparation de la saison 2009-2010 avec son club de Hambourg, il se rompt le tendon d'Achille. Il parvient à revenir à temps pour postuler à une des places pour le Championnat d'Europe de janvier 2010. Toutefois, il doit renoncer à participer aux dernières rencontres de la compétition, toujours gêné par les suites de son opération, laissant ainsi la place de pivot titulaire à Cédric Sorhaindo, qui l'avait déjà suppléé lors du CM 2009. Il est alors remplacé dans le groupe des joueurs français par Xavier Barachet.
Le Championnat du monde 2011 est celui de son retour au plus haut niveau, il est en effet élu meilleur pivot du tournoi, après notamment une demi-finale contre la Suède lors de laquelle il marque 8 buts à 100 % de réussite.
En avril 2012, il se blesse à l'épaule, déchirure du tendon supra-épineux, ce qui le prive de la fin de saison avec son club et semble aussi annoncer son forfait pour les Jeux olympiques. Opéré en avril, il fait toutefois partie de la sélection annoncée par Claude Onesta pour défendre le titre obtenu à Pékin. De retour au Chambéry Savoie Handball à l'été 2012, il effectue, après plus d'un an d'absence, un bref retour en sélection à la fin de 2013 à l'occasion de la Golden League, mais ne participe ni à l'Euro 2014, victime d'une aponévrosite plantaire, ni au Mondial 2015. Le 3 février 2015, deux jours après le cinquième titre mondial décroché par "Les Experts", il annonce officiellement sa retraite internationale. Passant « plus de temps avec le kiné et le staff médical qu’avec ses copains sur le terrain », Bertrand Gille décide de mettre un terme à sa carrière à l'issue de la saison 2014/15.

## Résultats

### Sélection nationale

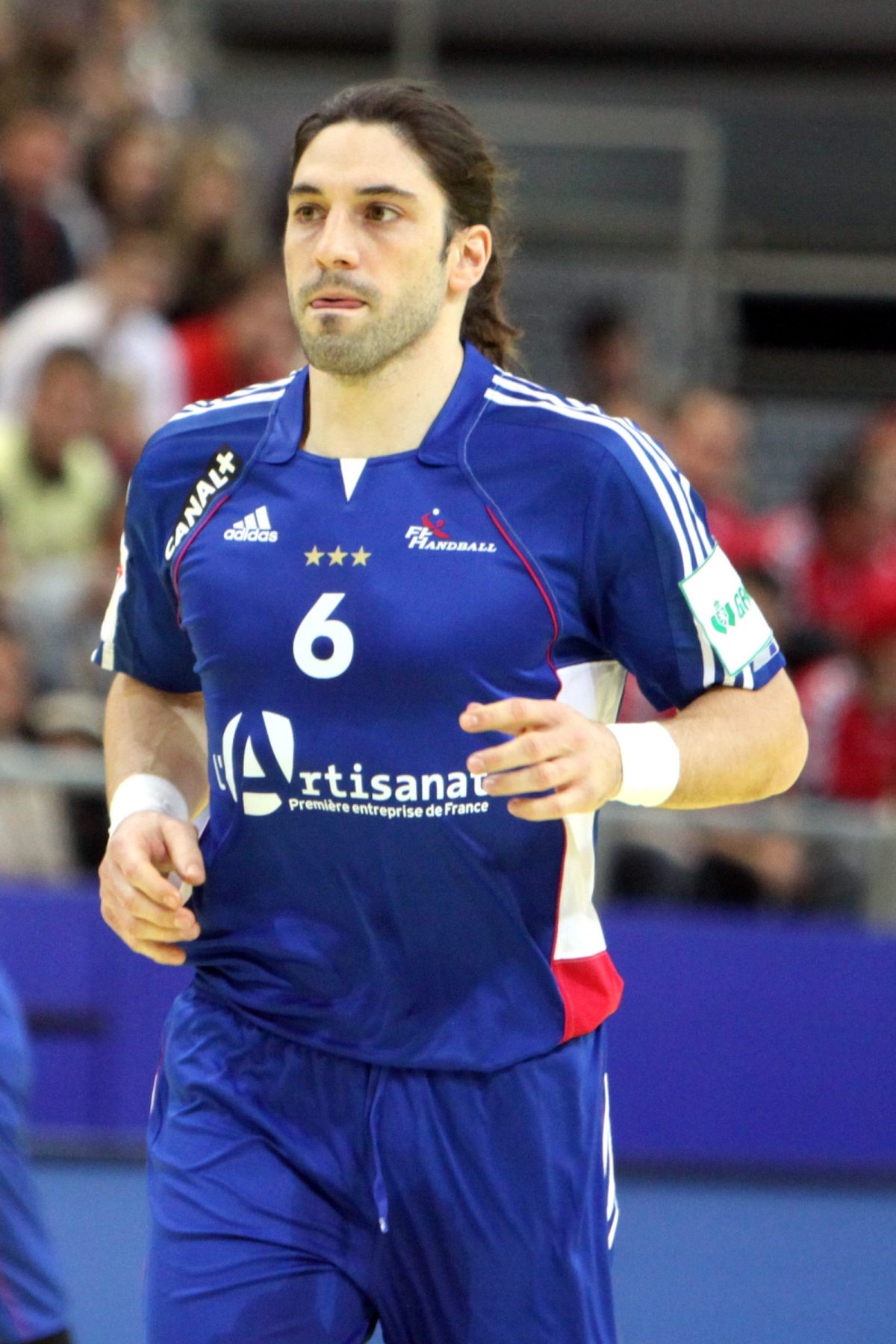
Bertrand Gille avec la France en 2010.

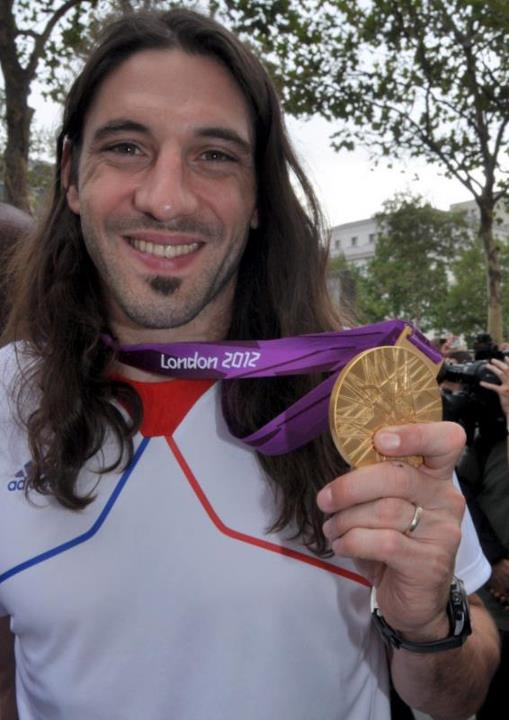
Bertrand Gille au défilé des médaillés français des JO 2012.

Bertrand Gille connaît sa première sélection en équipe de France le 29 novembre 1997 contre la République tchèque lors des qualifications pour l'Euro 1998. Il totalise 268 sélections pour 806 buts marqués. Ses résultats en compétitions internationales sont :
- 4 participations aux Jeux olympiques
  - 6e place aux Jeux olympiques de 2000 de Sydney,  Australie
  - 5e place aux Jeux olympiques de 2004 d'Athènes,  Grèce
  -  Médaillé d'or aux Jeux olympiques de 2008 de Pékin,  Chine
  -  Médaillé d'or aux Jeux olympiques de 2012 de Londres,  Royaume-Uni
- 5 participations aux Championnats du monde
  - 6e place du Championnat du monde 1999 en  Égypte
  -  Médaillé d'or au Championnat du monde 2001 en  France
  -  Médaille de bronze au Championnat du monde 2003 au  Portugal
  - 4e place du Championnat du monde 2007 en  Allemagne
  -  Médaillé d'or au Championnat du monde 2011 en  Suède
- 7 participations aux Championnats d'Europe
  - 4e place au Championnat d'Europe 2000 en Croatie
  - 6e place au Championnat d'Europe 2002 en  Suède
  - 6e place au Championnat d'Europe 2004 en Slovénie
  -  Médaille d'or au Championnat d'Europe 2006 en  Suisse
  -  Médaille de bronze en Championnat d'Europe 2008 en  Norvège
  -  Médaille d'or au Championnat d'Europe 2010 en  Autriche
  - 11e place au Championnat d'Europe 2012 en Serbie

### Club
Compétitions internationales

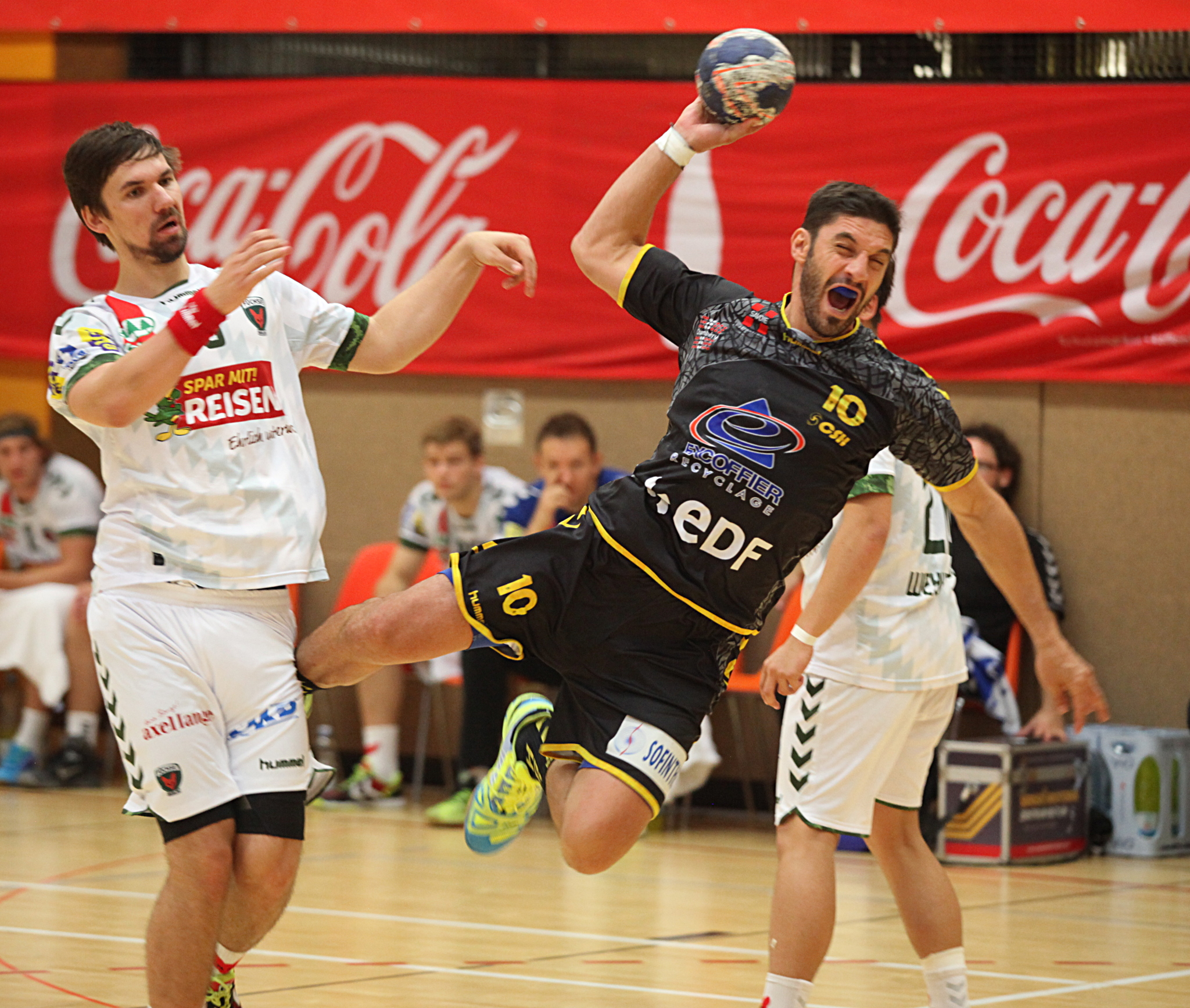
Bertrand Gille en extension à 6 m avec Chambéry, le 16 août 2014.

- Vainqueur de la Coupe des coupes (1) : 2007
- 3e de la Ligue des champions en 2011

Compétitions nationales
- Championnat de France
  - Vainqueur (1) : 2001
  - Vice-champion (4) : 1998, 1999, 2000 et 2002
- Vainqueur de la Coupe de la Ligue (1) : 2002
- Finaliste de la Coupe de France (1) : 2002
- Championnat d'Allemagne
  - Vainqueur (1) : 2011
  - Vice-champion (3) : 2007, 2009 et 2010
- Coupe d'Allemagne
  - Vainqueur (2) : 2006 et 2010
  - Finaliste (2) : 2004 et 2008
- Supercoupe d'Allemagne
  - Vainqueur (4) : 2004, 2006, 2009 et 2010
  - Finaliste (1) : 2008

## Distinctions personnelles
- Élu meilleur handballeur mondial de l'année en 2002[16] ; 7e en 2006
- Élu meilleur pivot du Championnat du monde (2) : 2001[4], 2011
- Élu meilleur pivot des Jeux olympiques (1) : 2008
- Élu meilleur joueur du Championnat de France (2) : 2000 et 2001[17]
- Élu meilleur pivot du Championnat de France (4) : 1999, 2000, 2001 et 2002

## Décorations
- Chevalier de l'ordre national du Mérite (décret du 14 mars 2001)[18]
- Chevalier de la Légion d'honneur (décret du 14 novembre 2008)[19]
- Officier de l'ordre national du Mérite (décret du 31 décembre 2012)[20]